# Veilchen (Strauss)
Veilchen, Mazur nach russischen Motiven ist eine Komposition von Johann Strauss Sohn (op. 256). Das Werk wurde am 26. Mai 1861 in Pawlowsk erstmals aufgeführt.

## Einzelnachweis
1. ↑  Quelle: Englische Version des Booklets (Seite 15) in der 52 CDs umfassenden Gesamtausgabe der Orchesterwerke von Johann Strauß (Sohn), Hrsg. Naxos (Label). Das Werk ist als 12. Titel auf der ersten CD zu hören.